# Stazione di Gerenzano-Turate
La stazione di Gerenzano-Turate è una fermata ferroviaria della linea Saronno-Laveno ubicata al confine fra i comuni di Gerenzano e Turate.
È gestita da Ferrovienord ed è servita dai treni regionali Trenord.
La fermata è dotata di due banchine laterali coperte da tettoie metalliche.
L'arrivo dei treni da Saronno e da Varese è segnalato dal suono di due campanelle e da pannelli luminosi digitali e voce automatica segnalante.

## Movimento
La stazione è servita treni regionali svolti da Trenord nell'ambito del contratto di servizio stipulato con la Regione Lombardia.
- Linea R22: Laveno Mombello Lago - Varese Nord - Saronno  - Milano Nord Cadorna svolta da Trenord